# José Muñoz Sánchez
José Muñoz Sánchez ( Lebrija, 5 de marzo de 1962 – 5 de julio de 2019) es un político socialista español.

## Biografía
Diputado y secretario de Organización del PSOE sevillano y de 2015 a 2018 desempeñó los cargos de secretario general del Grupo Parlamentario del PSOE y de portavoz adjunto de este partido en la Cámara andaluza.
Senador por designación autonómica, ocupó un escaño la Cámara Alta entre 2018 hasta su muerte en julio de 2019.
La secretaria general del PSOE-A, Susana Díaz, suspendió su agenda y los actos de su partido tras conocer el fallecimiento de su compañero de formación.